# Traité de San Ildefonso (1796)
Pour les articles homonymes, voir Traité de San Ildefonso.

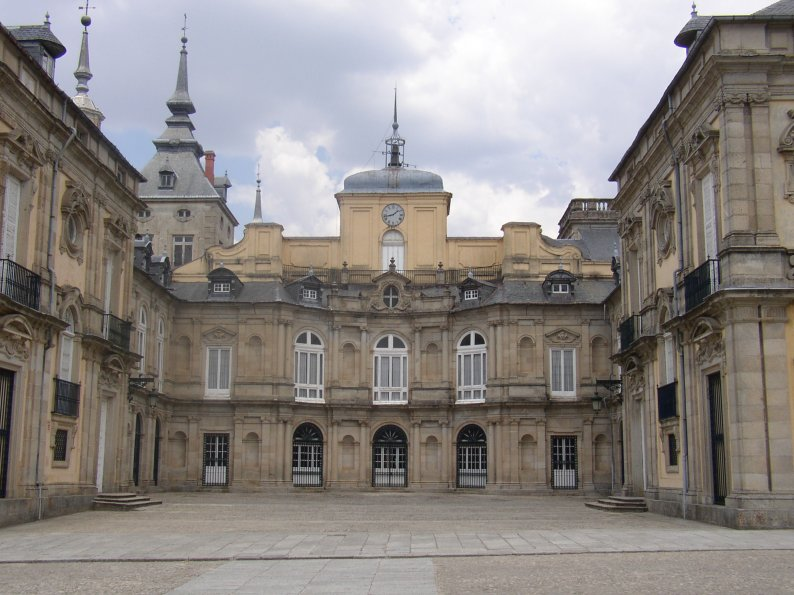
Segovia. (Castilla-León. España), La Granja de San Ildefonso. Palacio Real.

Le traité de San Ildefonso de 1796 est un traité de paix signé entre l'Espagne et la France le 18 août 1796, peu après la signature en 1795 du traité de Bâle, par lequel les deux États s'engageaient à la défense et à l'attaque mutuelle face à l'Angleterre, qui à ce moment menaçait la flotte espagnole lors de ses traversées vers l'Amérique.